# Вільне місто Краків
Вільне, незалежне і повністю нейтральне місто Краків з краєм (пол. Wolne, Niepodległe i Ściśle Neutralne Miasto Kraków z Okręgiem), відоміше як Вільне місто Краків або Республіка Краків (пол. Rzeczpospolita Krakowska, нім. Republik Krakau), було містом-державою, створеним за рішенням Віденського конгресу (1815) під контролем трьох сусідів (Росії, Пруссії та Австрії). Існувало до 1846, коли внаслідок невдалого повстання його анексувала Австрійська імперія. Було залишком Варшавського герцогства під час Поділів Польщі між трьох держав в 1815.

## Історія
Вільне місто формально засноване 3 травня 1815. Державність була заснована на Конституції 1815, яка була переглянута і розширена в 1818, встановивши істотну автономію для міста. Яґеллонський університет навчав студентів з усієї розділеної Польщі. Вільне місто стало центром польської політичної діяльності на територіях розділеної Польщі.
Протягом повстання 1830-31 Краків був базою для допомоги військам Царства Польського. Після кінця повстання автономія вільного міста була обмежена. Поліцією управляла Австрія, вибір президента схвалювався представниками трьох держав.
Краків був зайнятий Австрійським військом з 1836 до 1841. Після невдалого Краківського повстання 1846, Вільне місто анексувала Австрія 16 листопада 1846 і перетворила у Велике Князівство Краківське.

## Географія і населення

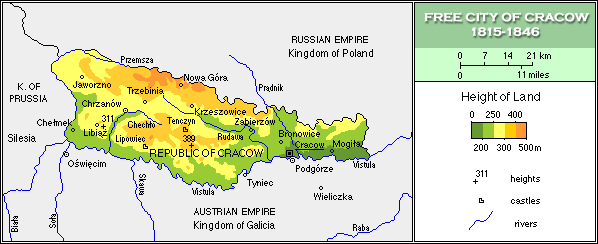
Вільне місто Краків 1815—1846

Вільне місто Краків було засноване на південному сході Варшавського герцогства (частина Краківського департаменту) на лівому березі Вісли. Площа міста становила 1164—1234 км². Мало кордони з Російською імперією, Пруссією і Австрійською імперією. Вільне місто включало місто Краків і його околиці, 224 села і 4 міста (Явожно, Хшанув, Тшебиня і Нова Гура).
У 1815 його населення становило 95,000; у 1843 — 146,000. 85 % з них були католиками, 14 % — євреї, 1 % — інші. Найвідомішою шляхетською родиною були магнати Потоцькі, які мали маєток у Кшешовіце.

## Політика
Держава отримала конституцію в 1815, за редакцією Адама Чарторийського. Конституція була виправлена і розширена в 1818, встановлюючи істотну автономію для міста. Законодавча влада була представлена Зборами Представників (Izba Reprezentantów), виконавча влада була надана Голові Сенату.
У 1833, внаслідок польського повстання і щоб унеможливити заколот в Кракові, комісари держав-гарантів випустили нову конституцію, значно обмеженішу: кількість сенаторів і заступників було знижено і їх повноваження обмежені, тоді як комісарам держав-гарантів повноваження були збільшені.
Свобода преси була також обмежена. У 1835 відбувся таємний договір між комісарами держав-гарантів згідно із планом, у якому в разі наступного польського заколоту, Австрія отримала право зайняти і анексувати місто. Це відбулося після Краківського повстання у 1846.
Закони були засновані на Наполеонівському цивільному кодексі і французькому торговельному і карному праві. Державна мова була польська. У 1836 місцева поліція була скасована і замінена австрійською поліцією; у 1837 комісари держав-гарантів скоротили повноваження місцевих судів, які відмовлялися підкоритися їх вимогам.

## Економіка
Вільне місто було безмитним краєм, з дозволеною торгівлею з Росією, Пруссією і Австрією. Вільне місто не мало митних зборів, дуже низькі податки, і різні економічні привілеї, надані гарантуючими державами. Вільне місто стало одним з європейських центрів економічного лібералізму і прибічників невтручання, залучаючи нові підприємства і іммігрантів, які приводили до вражаючого розквіту міста.
Ткачі з Прусської Сілезії часто використовували вільне місто задля контрабанди, щоб уникати тарифних бар'єрів уздовж кордонів Австрії і Царства Польського. Австрійська анексія вільного міста привела до істотного скорочення Прусського текстильного експорту.